# Assassin’s Creed IV: Freedom Cry
Assassin’s Creed Freedom Cry (im Deutschsprachigen Raum auch Assassin’s Creed IV: Schrei nach Freiheit) ist ein Action-Adventure in einer offenen Spielwelt, das von Ubisoft Quebec entwickelt und am 13. Dezember 2013 von Ubisoft veröffentlicht wurde. Ursprünglich als Downloaderweiterung mit dem Titel Assassin’s Creed IV: Black Flag – Freedom Cry für das Hauptspiel Assassin’s Creed IV: Black Flag auf PlayStation 3, Xbox 360, PlayStation 4, Windows und Xbox One erschienen, wurde im Februar 2014 eine allein lauffähige Version für Windows, PlayStation 3 und PlayStation 4 veröffentlicht.
Freedom Cry spielt zwischen 1735 und 1737 in der französischen Kolonie Saint-Domingue (dem heutigen Haiti) und ist eine in sich geschlossene und eigenständige Geschichte.

## Handlung
Während Adéwalé (gesprochen von Tristan D. Lalla) 1735 einen Angriff auf einen Konvoi der Templer in Westindien anführt, gelingt es ihm ein Paket mit einem antiken Artefakt zu bergen. Sein Schiff, die Victoire, gerät kurz darauf jedoch in einen heftigen Sturm und sinkt. Adéwalé überlebt, erwacht vor der Küste von Saint-Domingue und findet sich in der Nähe der Hauptstadt Port-au-Prince wieder. Er ist sich bewusst, dass die Templer das Artefakt einer Frau namens Bastienne Josèphe (Mariah Inger) übergeben sollten und entdeckt, dass sie die Betreiberin eines örtlichen Bordells ist.
Er konfrontiert Bastienne, die ihm verrät, dass sie insgeheim eine Sympathisantin der Maroons ist, einer Gruppe von Freiheitskämpfern, die aus befreiten Sklaven besteht, und dass sie das ihr von den Templern gezahlte Geld zur Befreiung von Sklaven in der Region verwendet. Sie überredet Adéwalé die Sache der Maroons zu unterstützen. Er trifft ihren Anführer Augustin Dieufort (Christian Paul) und übernimmt das Kommando über sein neues Schiff Experto Crede, um den regionalen Sklavenhandel zu unterbinden.
Während seiner Arbeit für Bastienne erfährt Adéwalé, dass der Gouverneur von Port-au-Prince, Pierre de Fayet (Marcel Jeannin), eine geheime Expedition plant, um geografische Daten zu sammeln, die die Navigation und den Sklavenhandel erleichtern würden. Adéwalé infiltriert die Expedition, indem er ihre ungebildeten Sklaven durch gebildete Maroons ersetzt, um an die vom Gouverneur gesuchten Daten zu gelangen. Bastienne lehnt Adéwalés Plan weiterer Razzien gegen den Sklavenhandel ab und behauptet, dass de Fayet die inhaftierten Sklaven als Vergeltung für die Maroon-Offensive bestrafen werde. Adéwalé ignoriert sie, wird aber später Zeuge eines Feuers einer französischen Marinefregatte auf ein unbewaffnetes Sklavenschiff, um die Sklaven daran zu hindern sich den Maroons anzuschließen. Adéwalé rettet einige der Sklaven vor dem Ertrinken, doch das Schiff kentert schließlich und tötet die übrigen.
Adéwalé schwört Rache, dringt in de Fayets Villa ein und ermordet ihn. Bevor er stirbt, behauptet der Gouverneur, dass Sklaven unmenschlich und unfähig seien sich selbst zu regieren und dass sie ohne die Führung ihrer Herren natürlich zur Gewalt greifen würden. Zu guter Letzt übergibt Adéwalé Bastienne das Artefakt zur sicheren Aufbewahrung.

## Spielprinzip
Freedom Cry ist ein Action-Adventure, das wie alle Assassin’s-Creed-Spiele in einer offenen Spielwelt spielt und in der der Spieler seine Spielfigur aus der Third-Person-Perspektive steuert.
Der Spieler schlüpft in die Rolle von Adéwalé, einem ehemaligen Sklaven aus Trinidad, der als Quartiermeister des Black-Flag-Protagonisten Edward Kenway an Bord seines Schiffes Jackdaw diente, bevor er sich der Bruderschaft der Assassinen anschloss.
Wie Black Flag bietet Schrei nach Freiheit Seekämpfe, bei denen die Spieler sein Schiff mit Spielwährung und Ressourcen aufrüsten und vorbeifahrende Schiffe bekämpfen, entern und erobern kann. Ähnlich wie in Black Flag kann die eigene Schiffsmannschaft oder Kampfunterstützung durch die Befreiung unterdrückter Sklaven oder gefangener Rebellen, den sogenannten Maroons, erhöht werden.

## Entwicklung und Veröffentlichung
Die Hauptautorin von Freedom Cry ist Jill Murray, die zuvor bereits verantwortlich für die Download-Erweiterung Aveline für Assassin’s Creed III: Liberation zeichnete. Zu den weiteren Mitgliedern des Autorenteams von Schrei nach Freiheit gehörten Melissa MacCoubrey, Hugo Giard und Wesley Pincombe. Die Begleitmusik für Schrei nach Freiheit wurde von Olivier Deriviere komponiert.
Schrei nach Freiheit wurde ursprünglich im Dezember 2013 als DLC-Erweiterungspaket für die Windows-, PlayStation-3-, PlayStation-4-, Xbox-360- und Xbox-One-Versionen von Assassin’s Creed IV Black Flag veröffentlicht. Im Februar 2014 wurde bekannt gegeben, dass Schrei nach Freiheit am 18. Februar 2014 für Nordamerika und am 19. Februar 2014 für Europa als eigenständiger Titel auf PlayStation 3 und PlayStation 4 veröffentlicht wird.
Es wurde später am 25. Februar 2014 für den PC veröffentlicht. Zusammen mit Assassin’s Creed IV Black Flag und Assassin’s Creed Rogue war Schrei nach Freiheit Teil der Assassin’s Creed: The Rebel Collection für die Nintendo Switch, die am 6. Dezember 2019 veröffentlicht wurde. Das Spiel wurde am 14. September 2021 als Teil der Assassin’s Creed Black Flag Gold Edition für Google Stadia veröffentlicht.

## Rezeption
Laut dem Wertungsaggregator Metacritic erhielt das Spiel gemischte beziehungsweise durchschnittliche Rezensionen. Laut IGN fühle sich Freedom Cry wie ein auf 5 Stunden herunter destilliertes Assassin’s Creed an, zum Besseren oder zum Schlechteren. Dem Spiel fehlen dabei einige Fortschritte, die Black Flag zuletzt gemacht habe und der Tester war durch den Verlust von Freiheit enttäuscht. Gameswelt zufolge sei die getestete PlayStation-4-Version in einem technisch einwandfreien Zustand. Der DLC liefere wie gewollt mehr vom Selben. Kritikpunkte des Hauptspiels wie klein wirkende Städte und serientypische Schwächen beim Kampf gebe es ebenso wie einen neuen wunderschönen Schauplatz, rund laufende Mechaniken und tolle Seeschlachten.

„‚Schrei nach Freiheit‘ ist eine gelungene Erweiterung und auch als Standalone-Titel absolut spielenswert.“